# Phreatia plantaginifolia
Phreatia plantaginifolia là một loài thực vật có hoa trong họ Lan. Loài này được (J.König) Ormerod miêu tả khoa học đầu tiên năm 1995.